# Ла-Шапель-д’Анжийон
Ла-Шапе́ль-д’Анжийо́н (фр. La Chapelle-d'Angillon) — коммуна во Франции, находится в регионе Центр. Департамент — Шер. Главный город кантона Ла-Шапель-д’Анжийон. Округ коммуны — Вьерзон.
Код INSEE коммуны — 18047.

## География
Коммуна расположена приблизительно в 170 км к югу от Парижа, в 75 км юго-восточнее Орлеана, в 32 км к северу от Буржа.
По территории коммуны протекает река Содр.

## Население
Население коммуны на 2008 год составляло 665 человек.
| 1962 | 1968 | 1975 | 1982 | 1990 | 1999 | 2008 |
| ---- | ---- | ---- | ---- | ---- | ---- | ---- |
| 686  | 727  | 744  | 756  | 687  | 667  | 665  |

## Администрация
| Период | Период | Фамилия      | Партия        | Примечания               |
| ------ | ------ | ------------ | ------------- | ------------------------ |
| 2001   | 2008   | Пьер Эклен   | Разные правые | член генерального совета |
| 2008   | 2010   | Ги Амело     | Разные левые  |                          |
| 2010   | 2014   | Жерар Корний | Разные правые |                          |

## Экономика
В 2007 году среди 362 человек в трудоспособном возрасте (15-64 лет) 274 были экономически активными, 88 — неактивными (показатель активности — 75,7 %, в 1999 году было 71,3 %). Из 274 активных работали 254 человека (143 мужчины и 111 женщин), безработных было 20 (3 мужчин и 17 женщин). Среди 88 неактивных 26 человек были учениками или студентами, 38 — пенсионерами, 24 были неактивными по другим причинам.

## Достопримечательности
- Музей писателя Ален-Фурнье
- Замок Бетюн (XII век)
- Церковь (XV век)

## Фотогалерея

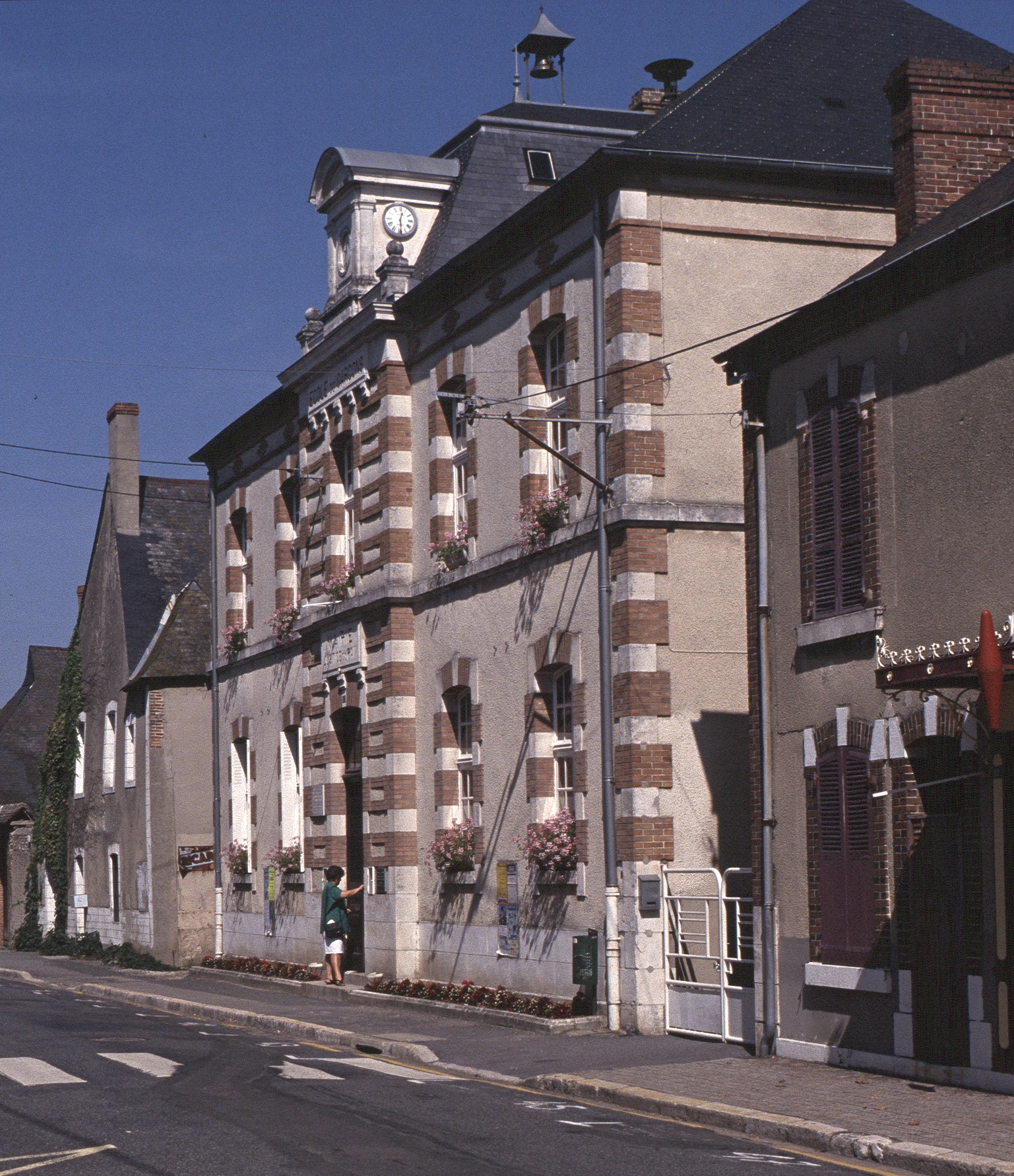
Мэрия и школа
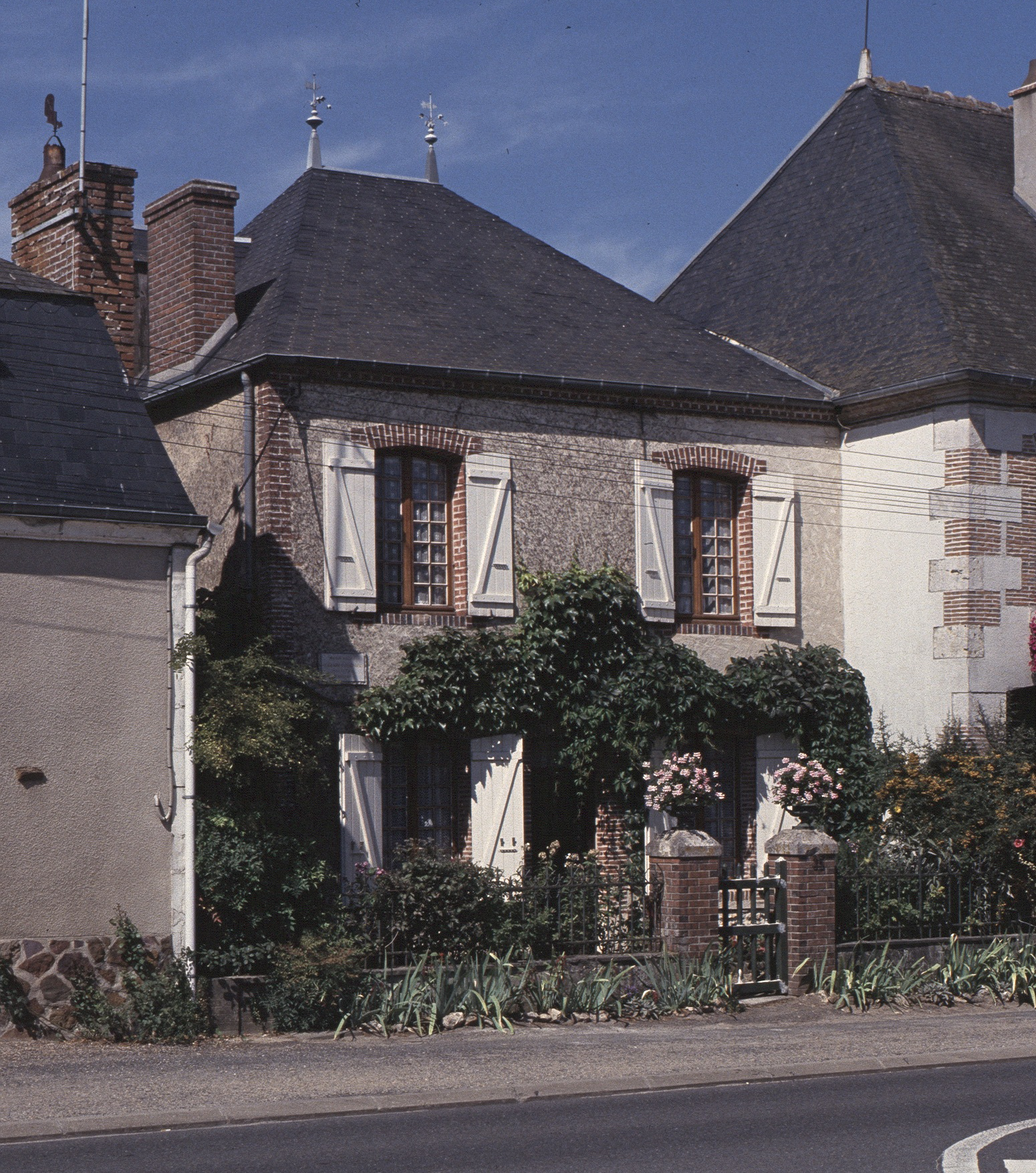
Дом, в котором родился Ален-Фурнье
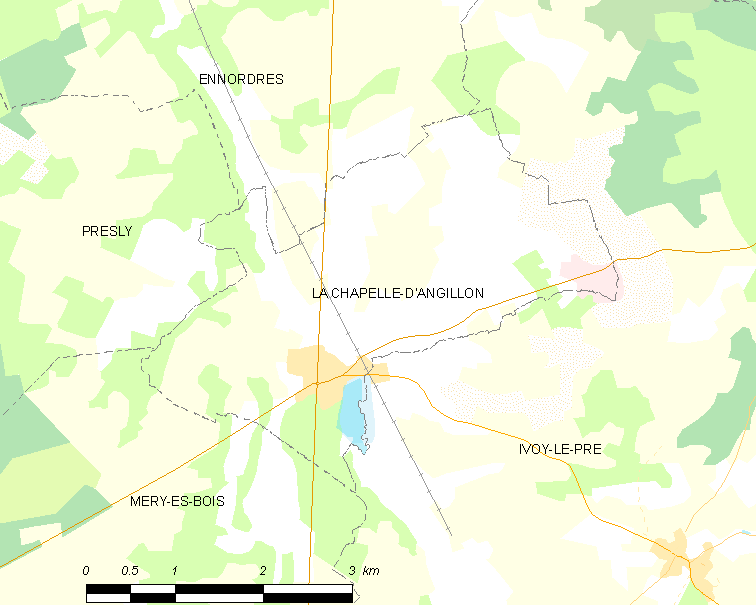
Карта коммуны